# Hildenburg
Die Hildenburg, auch Hellmerk, Hilleberg, Hillenberger Höfe genannt, ist die Ruine einer mittelalterlichen Spornburg oberhalb des Weilers Hillenberg in der Gemeinde Hausen im unterfränkischen Landkreis Rhön-Grabfeld.

## Geographische Lage
Der Weiler Hillenberg steht auf historischem Boden. Hier auf einem kegelförmigen Vorberge nordwestlich von Roth vor der Rhön am Eingang des Baringaues stand auf 658 m ü. NN einst die Hildenburg. Diese beherrschte das ganze umliegende Land.

## Geschichte
Die Hildenburg stammt wahrscheinlich aus dem 8. Jahrhundert. In diesem Zusammenhang wird eine Edle mit dem Namen Hiltiburg urkundlich genannt. Sie schenkte dem Abt Rhabanus Maurus in Fulda um das Jahr 824 mehrere Güter zu Sondheim, Nordheim im Baringau und Nordheim im Gau Tussifeld.
Bis zum Anfang des 12. Jahrhunderts schweigt die Geschichte über das Geschlecht der Hildenburger.
Im Jahre 1116 erschien ein Cunemund vun Hildenburg in einer Urkunde als Zeuge. Albrecht von Hildenburg, der 1188 als Kreuzritter ins Heilige Land zog, starb um 1192. Mit Adalbert III. von Hildenburg († 9. Februar 1217/1228) endete das Geschlecht im Mannesstamm.
Er hinterließ nur eine Tochter, Adelheid, die Erbin der ausgedehnten hildenburgischen Güter. Sie heiratete 1228 den Grafen Otto III. von Bodenlaube aus einem Zweig des hennebergischen Grafengeschlechtes. Dieser war ein Sohn des berühmten Minnesängers Otto II. von Bodenlaube und dessen Gemahlin Beatrix de Courtenay, die das Kloster Frauenroth gegründet hatten. Er dichtete selbst Lieder. Im Jahre 1228 hatte er mit der Zustimmung Adelheids viele der ausgedehnten hildenburgischen Güter dem Hochstifte Würzburg zu Lehen gegeben und verkaufte schließlich 1230 alle ihre Güter, unter anderem die Hildenburg, an das Hochstift Würzburg. Die Hildenburg wurde hochfürstliches Amt.
Die Ehe dauerte jedoch kaum drei Jahre, da Otto in den Deutschherrenorden und Adelheid im Dominikanerinnenkloster zu Würzburg eintrat. Der dieser Ehe entstammende Sohn Adelbert (Albert) wurde bereits im Kindesalter der Kirche übergeben und zum geistlichen Leben bestimmt. Im Jahre 1231 trennte sich Otto wegen eines erst nachträglich bekannt gewordenen Ehehindernisses von seiner Gemahlin. Otto von Bodenlaube starb wenige Jahre später. Albert starb als Letzter seines Stammes als Domherr zu Würzburg.
Die Hildenburg blieb bis ins 16. Jahrhundert Sitz des hochfürstlichen Amts. Im Jahre 1335 wurde dem Edlen Heinrich von Fladungen die Cent und das Schultheißenamt über Hildenburg übertragen. Als das Amt Fladungen mit Hildenburg im Jahre 1435 durch Verpfändung an den Grafen Georg von Henneberg-Aschach kam, setzte dieser Adolf Marschalk von Ostheim als Amtmann dorthin. Er wohnte auf der Hildenburg und kaufte 1461 ein Gut zu Nordheim. Bis 1547 war Valentin Vatt Amtmann zu Hildenberg und 1577 war die Burg noch von einem Amtskeller bewohnt, wenigstens wurden Amtstage dort abgehalten. Auch im Jahre 1596 wird das Amt Hildenburg noch genannt, aber schon im Jahre 1600 wohnte der Amtmann in Fladungen. Seither wohnten auf der Hildenburg nur noch Hofbauern.
Wahrscheinlich wurde die Burg im Bauernkrieg 1525 von aufrührerischen Bauern aus Bastheim zerstört. Diese seien auf die Hildenburg gezogen, weil sie den Reformator Martin Luther dort vermuteten. Es scheint sich um eine erst später entstandene Sage zu handeln. Ein Beweis dafür ist nirgends aufzufinden. 
Um die Burg ranken sich noch weitere Sagen, so zum Beispiel die eines Gespensterzuges, einer weißen Jungfrau und eines im Keller versteckten Schatzes. Auch soll es auf dem Hillenberge unterirdische Gänge geben.

## Beschreibung
Von der einstigen Burganlage der Hildenburg zeugen nur noch einige Mauern. So sind Teile des Bergfriedes und die Grundmauern des massiven Berings noch erhalten und umschließen die Gehöfte des Weilers Hillenberg. Der Turm soll laut des Geistlichen Rates Trabert erst in der Mitte des vorigen Jahrhunderts abgebrochen worden sein.